# 虾别错
虾别错（藏語：ཞབས་པའི་མཚོ།，威利转写：zhabs pa'i mtsho，THL：Zhappé Tso）位于中国西藏自治区那曲市尼玛县境内，地处尼玛县南部。湖面海拔4579米，面积15.9平方公里。湖区年均气温-2℃，年降水量150～200毫米。湖水主要依靠冰雪融水和泉水补给，集水区面积400平方公里。